# Klemens von Metternich
Klemens Wenzel Lothar, Fürst von Metternich-Winneburg-Beilstein (født 15. maj 1773, død 11. juni 1859 kendt som fyrst Metternich) var en østrigsk statsmand og udenrigsminister, der regnes for en af de vigtigste diplomater i sin tid.

## Biografi
Han blev født i Koblenz i Tyskland og studerede ved universiteterne i Strassburg og Mainz. I 1809 blev han østrigsk udenrigsminister i samarbejde med Napoleon, men fra 1813 blandt kejserens modstandere. Han var især kendt for sin rolle under Wienerkongressen 1814-1815. Her skulle fyrst Metternich og Europas kronede hoveder "rydde op" efter Napoleonskrigene. Han var hovedmand bag den hellige alliance mellem de gamle monarkier: Østrig, Rusland, Preussen og Frankrig, som enedes om at genoprette den gamle magtbalance.
Hver aften var der middag på Hofburg. Herudover arrangerede kongressens leder fyrst Metternich en lang række festligheder. Det hed sig "kongressen danser, men den marcherer ikke". Der var baller, banketter, koncerter, teaterforestillinger, jagtture og så videre især for repræsentanter for de mindre stater nu også Danmark. Det lykkedes Metternich at blokere de russiske planer om at annektere hele Polen og Preussens forsøg på at indlemme Sachsen. Det lykkedes ham også at danne en tysk samling under østrigsk ledelse.
Efter kongressen spillede han en stor rolle i den europæiske stormagtspolitik til 1848. Metternich var imod liberalisme, nationalisme, demokrati og revolution og for konservatisme og enevælde. I Østrig blev han regnet for landets egentlige hersker. Til 1830 havde han indflydelse langt uden for Tysklands grænser, hvor han konsekvent bekæmpede alle tendenser til oprør, men efterhånden som de revolutionære tendenser og splittelsen mellem stormagterne tog til, svækkedes hans magt. Da den østrigske regering faldt ved revolutionen i 1848, flygtede han til England. I 1851 trak han sig tilbage til sit slot Johannisberg ved Rhinen. Han døde den 11. juni 1859.